# Гілярув (Соколовський повіт)
Гілярув (пол. Hilarów) — село в Польщі, у гміні Сабне Соколовського повіту Мазовецького воєводства.
Населення — 81 особа (2011).
У 1975-1998 роках село належало до Седлецького воєводства.

## Демографія
Демографічна структура станом на 31 березня 2011 року:
|          | Загалом | Допрацездатний вік | Працездатний вік | Постпрацездатний вік |
| -------- | ------- | ------------------ | ---------------- | -------------------- |
| Чоловіки | 39      | 9                  | 23               | 7                    |
| Жінки    | 42      | 15                 | 20               | 7                    |
| Разом    | 81      | 24                 | 43               | 14                   |